# Municipio de Vadstena
Vadstena (en sueco: Vadstena kommun) es un municipio en la provincia de Östergötland, al sureste de Suecia. Su sede se encuentra en la localidad de Vadstena. La antigua ciudad de Vadstena fue fusionada con el municipio de Motala en 1974. Esta unión no tuvo éxito y pronto se acordó una separación, y en 1980 se creó el municipio actual.

## Localidades
Solo hay una área urbana (tätort) en el municipio:
| # | Tätort   | Población |
| - | -------- | --------- |
| 1 | Vadstena | 5764      |

## Ciudades hermanas
Vadstena está hermanado o tiene tratado de cooperación con:
- Svelvik, Noruega
- Vesturbyggð, Islandia
- Naantali, Finlandia
- Nordfyn, Dinamarca